# Christopher Polhem
Christopher Polhem (n. 18 decembrie 1661, d. 30 august, 1751) a fost un inventator suedez. S-a specializat în domeniul noilor scule de minerit, pentru producerea cărora a realizat și o fabrică.